# 商城薹草
商城薹草（学名：Carex shangchengensis）是莎草科薹草属的植物，为中国的特有植物。分布在中国大陆的河南省等地，生长于海拔540米的地区，常生于山坡，目前尚未由人工引种栽培。